# Liste des boursiers Killam, par ordre alphabétique Z
| Nom          | Année | Université                    | Discipline       |
| ------------ | ----- | ----------------------------- | ---------------- |
| George Zames | 1984  | Université McGill             | Génie électrique |
| M. Zaslow    | 1983  | University of Western Ontario | Histoire         |
| M. Zaslow    | 1973  | University of Western Ontario | Histoire         |
| T. Ziegler   | 1996  | Université de Calgary         | Chimie           |